# Gynaegamie
Gynaegamie ist eine Eheform, bei der eine Frau durch Zahlung eines Brautpreises eine andere Frau heiratet. Diese Institution wird in der englischsprachigen Literatur als woman marriage bezeichnet und kommt bei etwa vierzig afrikanischen Ethnien vor. Es werden die levirale und die autonome Form der Gynaegamie unterschieden. Die Gynaegamie existiert in über 40 Ethnien in Nordost-, Ost-, Südost-, Süd- und Westafrika (z. B. in Benin, Nigeria, Kenia und Tansania).
Die levirale Form ist die Ehe einer meist älteren, kinderlosen Frau mit einer jüngeren Frau im Namen eines verstorbenen oder fiktiven Verwandten. Bei dieser Form der Ehe sind soziale und erbrechtliche Überlegungen ausschlaggebend, denn die von der jüngeren Frau während der gynaegamen Ehe geborenen Kinder gelten als Nachkommen und Erben des verstorbenen oder fiktiven Mannes und der älteren Frau. Darum haben besonders reiche, ältere Frauen Interesse an einer gynaegamen Ehe.
Die autonome Form ist die Ehe einer wohlhabenden aber kinderlosen Frau in ihrem eigenen Namen. Die Kinder der jüngeren Partnerin der gynaegamen Ehe werden dann zu Erben der reichen Frau.
Wichtigstes Kriterium für die Auswahl des biologischen Vaters (Genitor) ist, dass er verheiratet ist, damit er die Existenz der gynaegamen Ehe nicht gefährdet. Mit der Zeugung der Kinder geht er keine weitere Verpflichtung ein. Bei der leviralen Form der gynaegamen Ehe soll der Genitor aus der Abstammungslinie des verstorbenen Mannes der älteren Frau stammen oder aus der ihres Vaters.